# MC Frontalot
MC Frontalot, de son vrai nom Damian Hess, né le 3 décembre 1973 à San Francisco en Californie, est un rappeur et web designer américain. Il est le créateur du nerdcore, un sous-genre du hip-hop, plus instrumental et dont les sujets abordés sont généralement considérés comme des centres d'intérêt des nerds. 

## Biographie

### Jeunesse et débuts
Damian Hess est né le 3 décembre 1973 à San Francisco en Californie. Il grandit à Berkeley où, en tant que rappeur amateur adolescent, il enregistre secrètement quatre chansons sur une cassette audio, Web designer en 1999, il relance sa passion pour le hip-hop avec la création d'un site web consacré à ses chansons, dont les beats sont attribués à un DJ fictif appelé DJ CPU.
Hess se lance dans la musique sous le nom de scène MC Frontalot en 1999. Ses premiers succès remontent à Song Fight!, une compétition d'écriture et de composition musicale sur Internet, dans laquelle Hess est réputé pour avoir éliminé d'une manière consécutive ses adversaires. Au fil des années au Song Fight!, MC Frontalot ne perd aucun match. Dans une chanson, intitulée Romantic Cheapskate, il compare Song Fight! à un amant négligeant sa compagne. La chanson remporte 614 votes favorables.

### Nerdcore et popularité

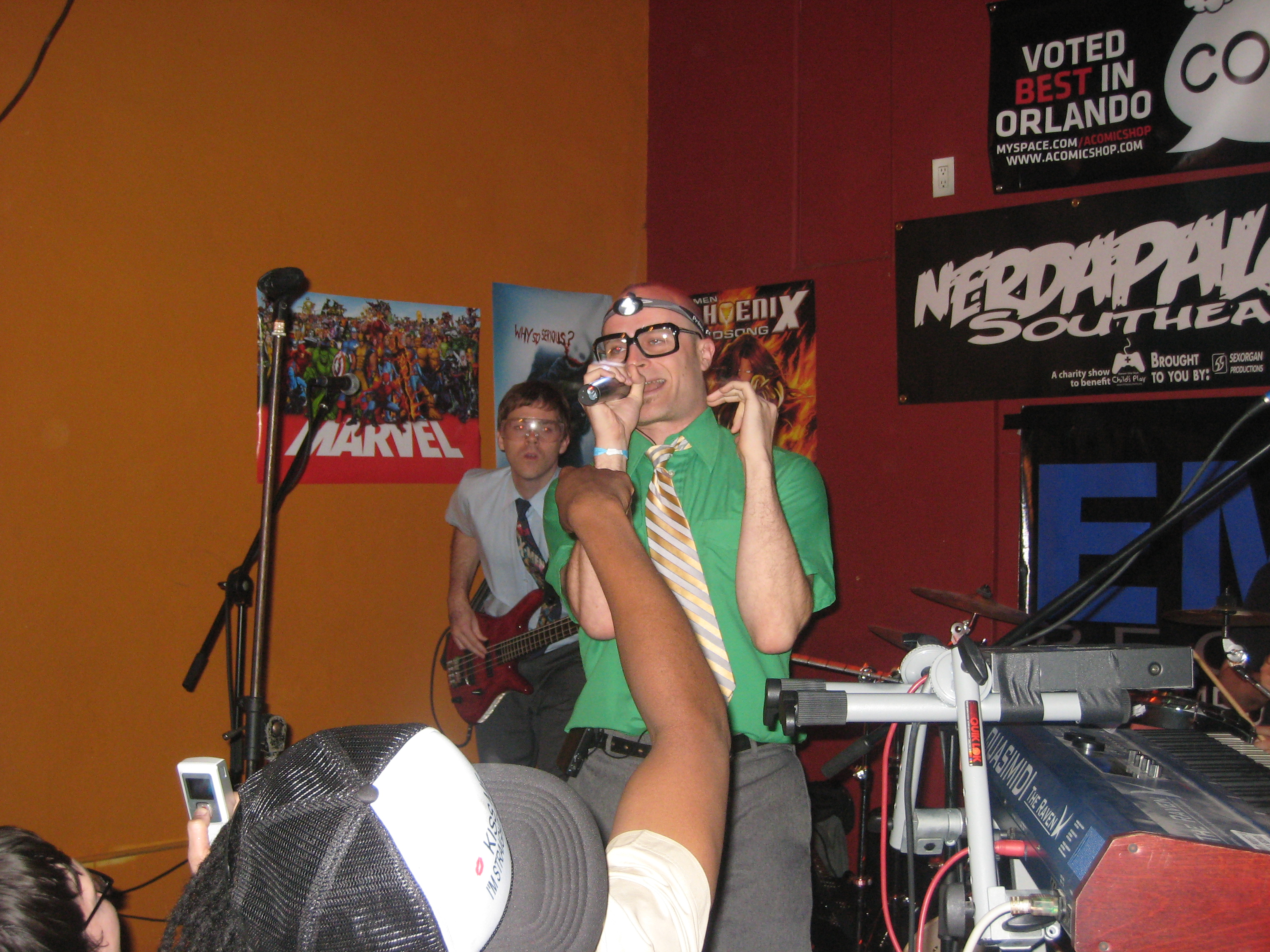
MC Frontalot sur scène au Nerdapalooza en juillet 2008.

En 2000, MC Frontalot participe à la chanson Nerdcore Hiphop qui devient un succès immédiat parmi les communautés geeks et nerds. Le sous-genre du hip-hop appelé nerdcore, auparavant développé et exploré par d'autres artistes comme MF Doom et Deltron 3030, met en avant le titre de la chanson et se popularise davantage. MC Frontalot est considéré par la presse comme le fondateur du nerdcore. Cependant, l'artiste ne veut en tirer les mérites de la création du genre, expliquant que certains artistes, qu'il considère comme ses pairs, s'étaient déjà impliqués avant lui. Le 18 mars 2002, le célèbre webcomic Penny Arcade (dont les créateurs sont fans de Hess) attribue une marque d'approbation Frontalot.
Hess publie son premier album le 1er septembre 2005, Nerdcore Rising, qui contient six nouvelles chansons et dix remixes de ces précédentes chansons. Un documentaire homonyme suivant Frontalot dans sa première tournée nationale sera tourné par la suite. Bien que son public soit principalement issu d'Internet, Frontalot donne plusieurs concerts à San Francisco, puis à New York. Sa première tournée officielle est lancé le 12 mai 2006, dans le sud-est des États-Unis. Lors de ses tournées, ils jouent avec le claviériste Gminor7, le bassiste Blak Lotus, et le batteur The SturGENiUS. D'autres membres occasionnels sont G.LATINusKY00B, The Categorical Imperative, Vic 20, et 56K. Il termine sa première tournée avec Schäffer The Darklord en novembre 2007 et en relance une autre le 1er novembre 2008 avec MC Lars et YTCracker. Le 13 avril 2007, Frontalot publie son deuxième album, Secrets from the Future.
En 2010, il tourne avec le groupe de rock alternatif Wheatus.

## Influences
La plupart des premiers chansons de Hess reprennent d'autres chansons d'artistes et groupes comme notamment Paul Simon, They Might Be Giants, James Brown, et Fiona Apple. Sa chanson Good Old Clyde, reprend le break du célèbre Funky Drummer de Clyde Stubblefield.

## Discographie
- 2005 : Nerdcore Rising
- 2007 : Secrets from the Future
- 2008 : Final Boss
- 2010 : Zero Day
- 2011 : Solved
- 2014 : Question Bedtime